# TSV Solingen-Aufderhöhe
Der TSV Solingen-Aufderhöhe (offiziell: Turn- und Sportverein Solingen-Aufderhöhe 1877 e. V.) ist ein Sportverein aus dem Solinger Stadtteil Aufderhöhe. 

## Geschichte und Angebot
Der Verein wurde am 13. Oktober 1945 durch die Fusion des am 14. Juli 1877 gegründeten Turnverein Aufderhöhe, dem im Jahre 1919 gegründeten Ballspielverein Aufderhöhe und dem zwangsweise aufgelösten Verein Arbeiterturn- und Sportverein Aufderhöhe gegründet. Ursprünglich nannte sich der Verein TSV Aufderhöhe. Im Jahre 1969 trat die Schwimmabteilung von Union Ohligs dem TSV Aufderhöhe bei und firmierten unter dem Namen TSV Solingen. Ein Jahr später nahm der Verein seinen heutigen Namen an. 
Am 15. Juni 2019 trat der Verein Sportring Solingen dem TSV Solingen-Aufderhöhe bei. Der Verein Sportring Solingen entstand am 31. März 1946 durch die Fusion der Vereine Mangenberger TV, TSV Solingen-Höhscheid, Freier Turnerbund Widdert, SV Höhscheid und Katternberger TV. Im Jahre 2004 fusionierte der Verein mit den Sportfreunden Widdert. Gegner des Aufgehens vom Sportring im TSV Solingen-Aufderhöhe gründeten am 14. Juni 2019 den Verein neu, der 2023 mit dem 1. FC Solingen und Osmanlispor Solingen zum 1. FC Sport-Ring Solingen fusionierte.
Das Sportangebot des TSV Solingen-Aufderhöhe umfasst Budō, Fitness und Gymnastik, Fußball, Handball, Kinderturnen und Kindertanz, Leichtathletik, Rehabilitationssport und Prävention, Schwimmen, Triathlon und Volleyball.

## Fußball
Der TSV Solingen-Aufderhöhe hatte zwei Fußballabteilungen. Die ursprüngliche Abteilung spaltete sich am 4. Juni 1991 als BSC Aufderhöhe ab, die wiederum im April 2012 mit dem 1. FC Union Solingen zum BSC Union Solingen fusionierte. Später wurde eine neue Fußballabteilung im TSV Solingen-Aufderhöhe gegründet. Die Fußballer des Vereins sind in der Regel als TSV Solingen bekannt und tragen ihre Spiele auf dem Sportplatz Höher Heide im Josefstal aus.

### Frauen
Im Jahre 2011 wurde beim Sportring Solingen eine Frauenfußballmannschaft gegründet, die im Jahre 2017 den Aufstieg in die Bezirksliga schaffte. Zwei Jahre später übernahm der TSV Solingen-Aufderhöhe nach dem Beitritt des Sportrings den Platz in der Bezirksliga. Als Vizemeister hinter dem OSV Meerbusch gelang drei Jahre später der Aufstieg in die Landesliga Niederrhein. Großen Anteil am Aufstieg hatte Alina Marie Scheben, die mit 47 Saisontoren die Torjägerkanone für alle als deutschlandweit beste Torschützin einer sechsten Liga ausgezeichnet wurde. Im Niederrheinpokal 2024/25 zogen die Solingerinnen nach einem überraschenden 3:2-Halbfinale gegen den eine Spielklasse höher spielenden GSV Moers in das Endspiel ein. Finalgegner VfR Warbeyen ist als Aufsteiger in die 2. Bundesliga bereits für den DFB-Pokal qualifiziert, so dass die Solingerinnen unabhängig vom Ausgang des Endspiels ebenfalls für den DFB-Pokal 2025/26 qualifiziert sind. Das Endspiel wurde mit 0:3 verloren. Im DFB-Pokal schieden die Solingerinnen nach einer 0:6-Niederlage gegen den SC Victoria Hamburg aus.

### Männer
Die Fußballer des TSV Solingen-Aufderhöhe spielten zunächst jahrzehntelang lediglich auf Kreisebene. Erst 1970 gelang der erstmalige Aufstieg in die Bezirksklasse. In der folgenden Saison gelang der Durchmarsch in die Landesliga Niederrhein. Die Mannschaft beendete die Saison punktgleich mit dem Solinger SC 95/98 und gewannen dann das Entscheidungsspiel mit 1:0. Nach nur einem Jahr mussten die Solinger wieder in die Bezirksklasse absteigen. Dort hielt sich die Mannschaft sechs Jahre auf, bevor sie 1978 nach zwei Aufstiegen in Folge die Verbandsliga Niederrhein erreichten. Als Tabellenletzter der Saison 1978/79 ging es sofort wieder eine Liga nach unten. Zwei Jahre später stiegen die Solinger in die Bezirksliga ab und spielten dort bis zur Abspaltung als BSC Aufderhöhe weiter.
Nach der Neugründung der Fußballabteilung spielte die Mannschaft Anfang der 2000er Jahre in der Kreisliga A. Dort stiegen die Solinger 2014 ab und schafften in der folgenden Saison den direkten Wiederaufstieg. 2017 gelang der Aufstieg in die Bezirksliga, dem 2025 der Aufstieg in die Landesliga folgte.

## Handball
Die Handballer des TSV Solingen-Aufderhöhe sind in der Regel als TSV Aufderhöhe bekannt. Im Jahre 2015 stiegen die vom ehemaligen Bundesligaspieler Maximilian Ramota trainierten Mannschaft in die seinerzeit viertklassige Oberliga Niederrhein auf. Aus dieser stieg die Mannschaft im Jahre 2018 wieder ab, schaffte dann aber den direkten Wiederaufstieg. Im Jahre 2023 stiegen die Solinger erneut aus der Oberliga Niederrhein ab.

## Persönlichkeiten
- Katarzyna Baranowska
- Frank Berblinger
- Mirko Bernau
- Michael Biegler
- Mërgim Fejzullahu
- Gerd Knoth
- Wolfgang Krüger
- Maximilian Ramota